# Oddvar Hansen
Oddvar Hansen (Bergen, 11 aprile 1921 – Bergen, 31 marzo 2011) è stato un calciatore e allenatore di calcio norvegese.

## Caratteristiche tecniche
Hansen ricopriva in campo il ruolo di terzino destro.

## Carriera

### Calciatore

#### Club
Nel corso della sua carriera Hansen ha vestito la sola maglia del Brann, con cui ha disputato 156 partite.

#### Nazionale
Ha disputato 19 incontri con la nazionale norvegese, senza mettere a segno reti. Ha preso parte ai Giochi olimpici del 1952 di Helsinki.

### Allenatore
Hansen è rimasto legato al Brann anche dopo il ritiro dall'attività di calciatore. Ha infatti allenato la squadra in tre periodi: dal  1955 al 1957, dal 1960 al 1963 e dal 1965 al 1968. Ha vinto il titolo nelle stagioni 1961-1962 e 1963.

## Palmarès

### Allenatore

#### Competizioni nazionali
- Campionato norvegese: 2

Brann: 1961-1962, 1963